# Estación de Orsay-Ville
La estación de Orsay-Ville una estación ferroviaria francesa  ubicada en el municipio de Orsay (departamento de Essonne). Da servicio al centro de Orsay y el campus de Orsay de la universidad de París XI.
Es una estación de la RATP de la línea B del RER. Es, con la estación de le Guichet una de las dos estaciones de la comuna.

## Historia
El cambio de vías se efectúa por un pasaje subterráneo puesto en servicio en 1967. Reemplaza una antigua travesía en tablas.
En 2011, 2 290 579 viajeros utilizaron la estación.

En 2013-2014 se instalaron dos ascensores y se renovaron las fachadas.

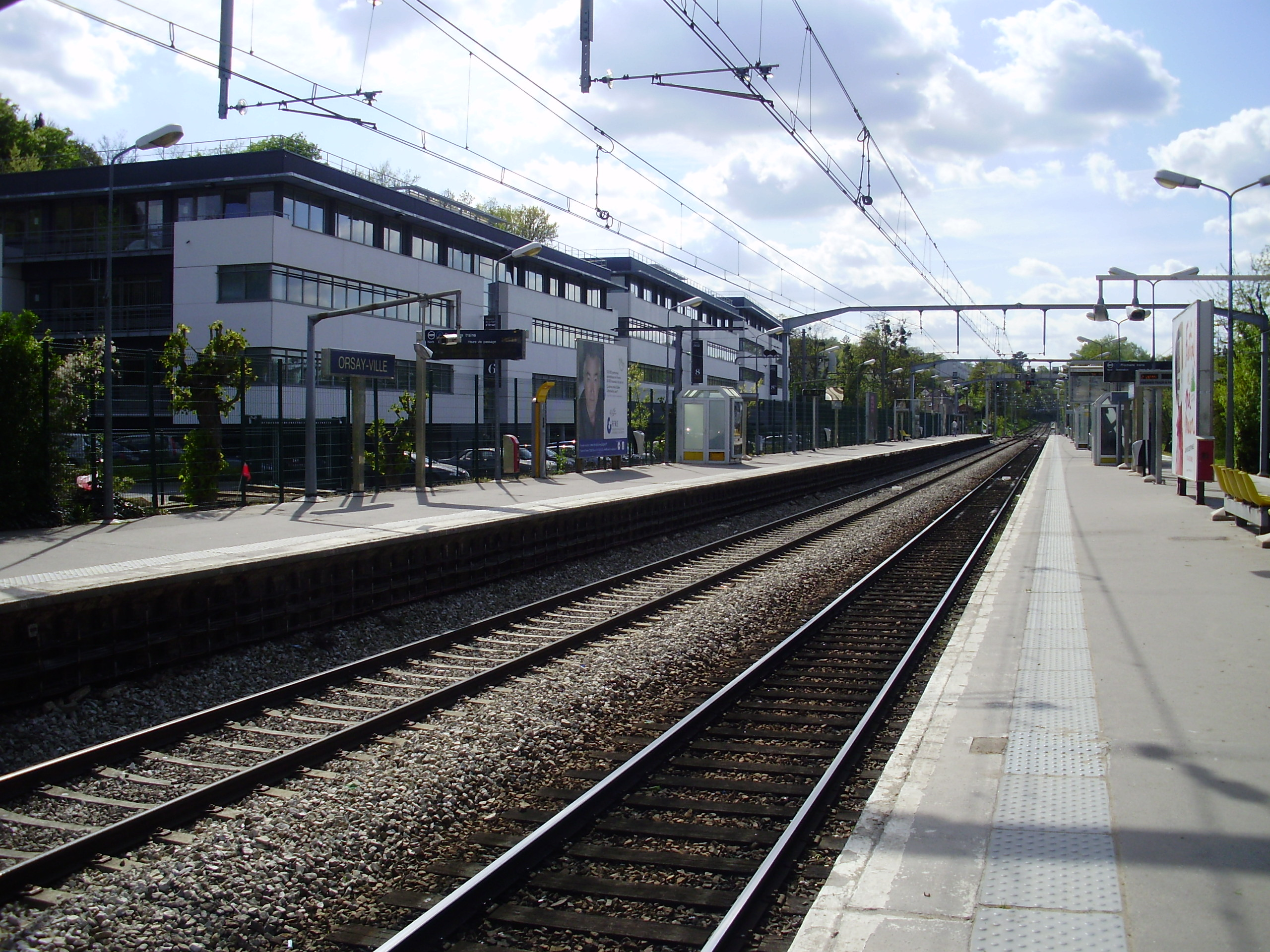
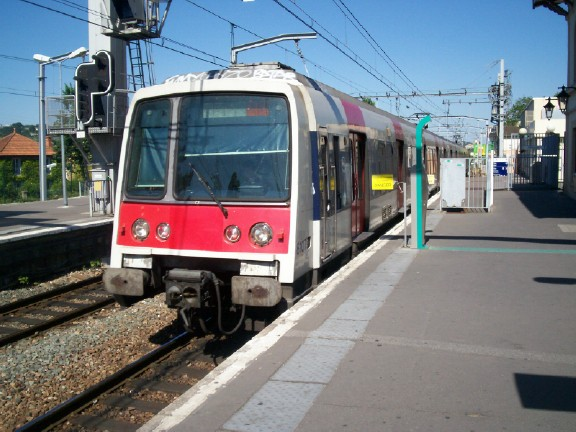
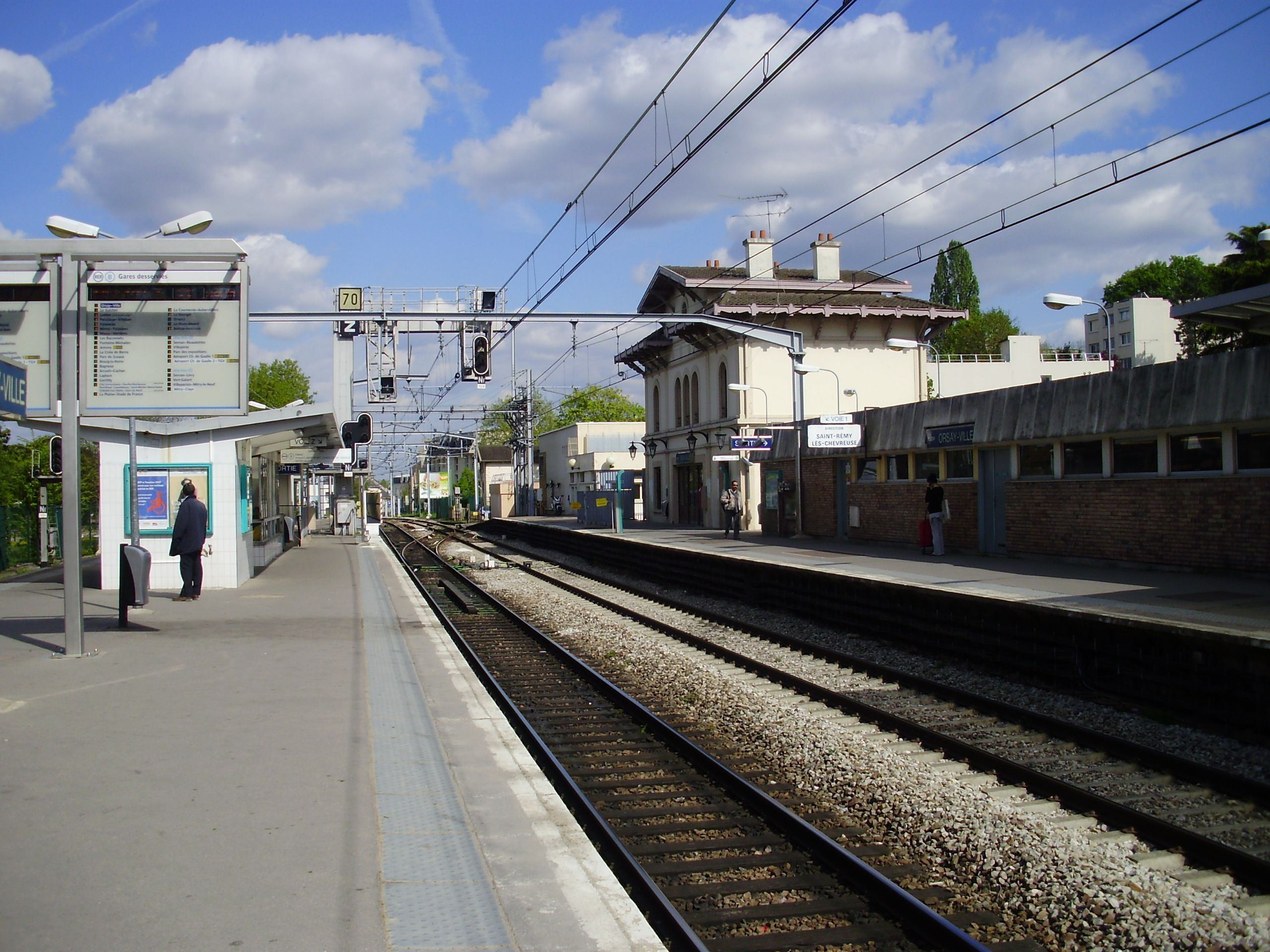